# Głogińscy herbu Ostoja

Herb Ostoja, wersja średniowieczna.

Głogińscy – polski ród szlachecki pieczętujący się herbem Ostoja, należący do heraldycznego rodu Ostojów (Mościców), wywodzący się z Głoginina w Wielkopolsce.

## Najstarsze świadectwaźródłowedotyczące rodu

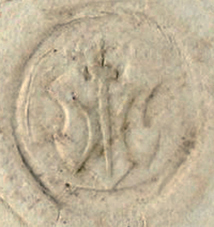
Herb Ostoja na pieczęci Mikołaja Głogińskiego, podczaszego kaliskiego.

Poniżej wymienione są ważniejsze świadectwa źródłowe dotyczące Głogińskich herbu Ostoja oraz Głoginina - ich wsi gniazdowej.
- W roku 1420 Głoginin pojawia się jako wieś rycerska. Tego roku wzmiankowany w źródłach był Wolfart z Głoginina (Wolphardus de Glogylyno)[4].
- Pierwszym znanym przedstawicielem Głogińskich herbu Ostoja był Jan, o którym wiadomo, że już w 1448 roku posiadał majątek w Głogininie. Tego roku zapisał na połowie swoich dóbr żonie Elżbiecie 50 grzywien tytułem wiana i posagu[5].

## Majątki ziemskie należące do rodu

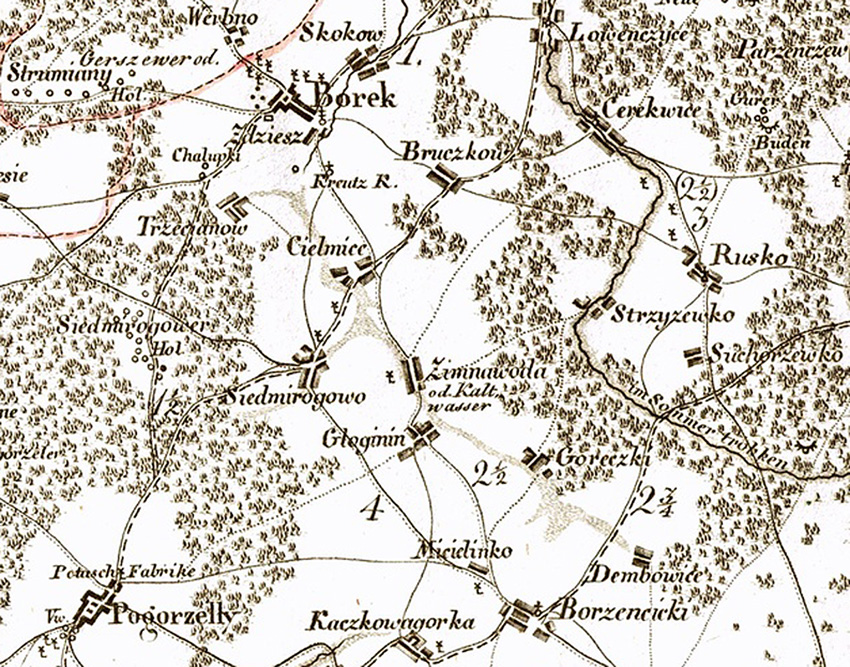
Głoginin na mapie D. Gilly z lat 1802–1803.

Poniżej wymienione są ważniejsze dobra ziemskie należące do Głogińskich herbu Ostoja.
- Głoginin[3], Noskowo (dzisiaj Nosków) wraz z Kapalicą, Parzynczewo (dziś Parzęczew)[6], Nowiec (dziś część Nowieczek)[7], Baszkowo (dziś Baszków), Włodyki, Kowalewo[8].

## Znani przedstawiciele rodu
- Jan Głogiński (zm. po 1503) – właściciel dóbr ziemskich we wsiach: Głoginin[9], Noskowo, Łobez, Parzynczewo, Kapalica[10] i innych. Głogiński miał syna Macieja[11], burgrabiego ziemskiego kaliskiego.

- Wojciech Głogiński (zm. po 1517) – łożniczy królewski[12].

- Maciej Głogiński (zm. po 1517) – burgrabia ziemski kaliski, właściciel dóbr ziemskich we wsiach: Noskowo (dzisiaj Nosków), Kapalica, Parzynczewo (dziś Parzęczew) i innych.

- Walenty Głogiński (zm. po 1559) – gwardian franciszkanów lwowskich[12].

- Mikołaj Głogiński (zm. ok. 1585) – podczaszy kaliski, poseł na sejm koronacyjny 1574 roku z województwa kaliskiego, poborca podatków w województwie kaliskim.